# Alfred Liebfeld
Alfred Liebfeld (ur. 29 kwietnia 1900, zm. 24 marca 1977) − polski inżynier, pisarz i tłumacz.

## Życiorys
Absolwent założonej w 1895 Szkoły Inżynierskiej w Warszawie. Uczestnik kampanii wrześniowej, następnie jeniec obozów koncentracyjnych w trakcie II wojny światowej. Po powrocie do kraju w 1945 zajmował odpowiedzialne stanowiska w przemyśle na Ziemiach Odzyskanych. Przez kilkanaście lat pracował w szkolnictwie zawodowym i w administracji państwowej. Był autorem licznych opracowań w tym zakresie.
Twórczość literacka, jaką Liebfeld zapoczątkował jeszcze przed wojną, obejmuje zarówno prace oryginalne, jak i tłumaczenia z języków angielskiego, francuskiego, niemieckiego i rosyjskiego.
Od 1945 żonaty z Jadwigą z d. Mączyńska (ur. 4 lutego 1910, zm. 6 października 1985).

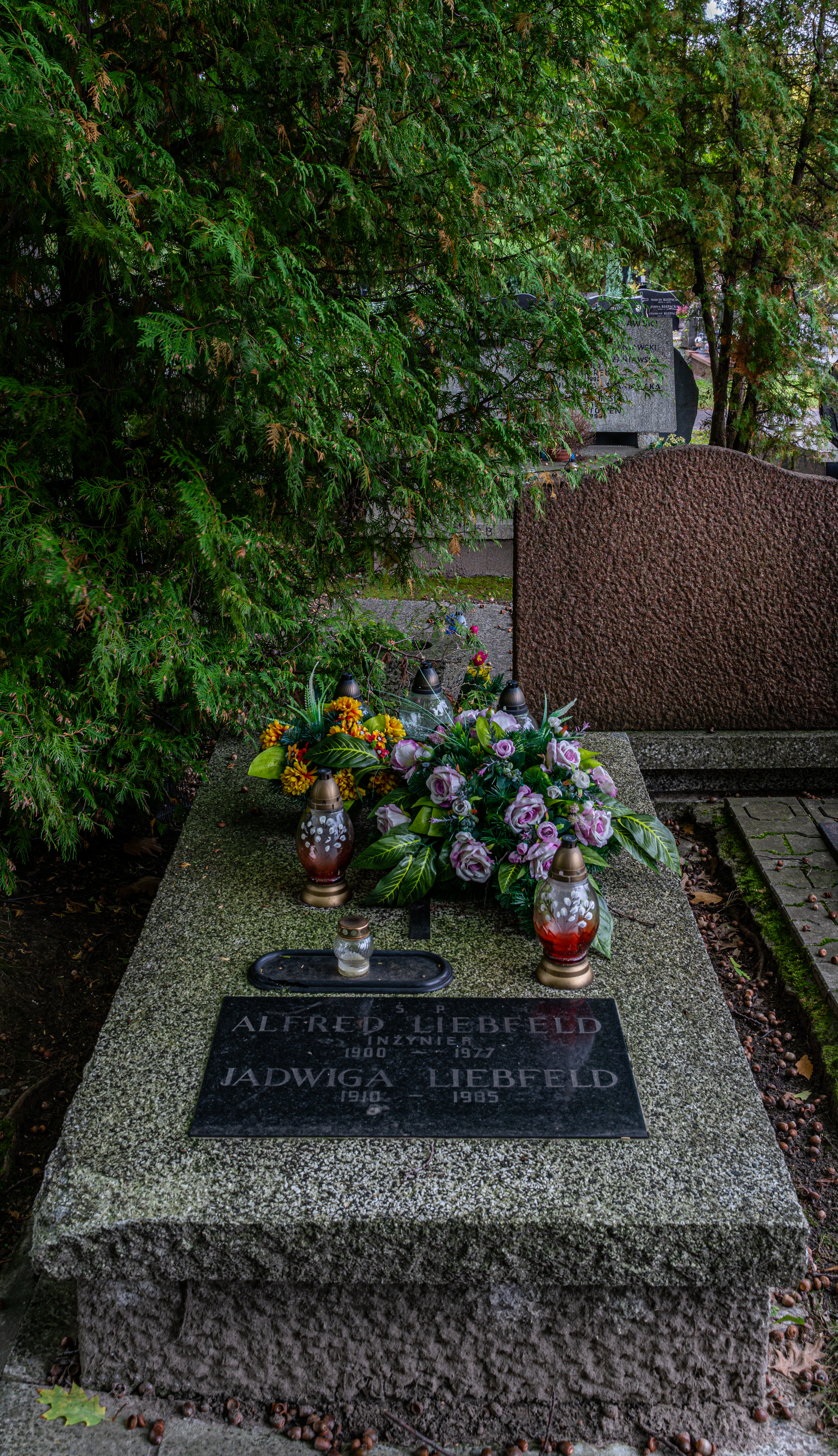
Grób Alfreda Liebfelda na cmentarzu komunalnym Północnym w Warszawie

Zmarł 24 marca 1977. Został pochowany na cmentarzu Północnym w Warszawie - kwatera: W-VII-3 rząd: 9, grób: 23

## Dzieła
- Opowiadania młodych hutników (1951),
- Zwycięzcy stalowych szlaków (1956),
- Polacy na szlakach techniki - dwa wydania[3],
- Kruppowie: Dzieje czterech pokoleń magnatów (1962) – przetł. na język czeski[2],
- Franklin Delano Roosevelt (1968)[2] − przetł. na jęz. czeski i węgierski,
- Henry Ford - legenda i rzeczywistość (1970) − przetł. na jęz. czeski i węgierski[2],
- Ojcowie postępu technicznego (1970),
- Churchill (1971[2], szereg wznowień, ostatnie 2012),
- Rockefellerowie - łupieżcy czy filantropi (1974)[2],
- Arcykapłani zbrojeń - z dziejów handlarzy i fabrykantów broni (1975),
- Napoleon III (seria Biografie Sławnych Ludzi), ukończona na krótko przed śmiercią autora[2].

## Tłumaczenia
- tłumaczenie A. Abusch Naród na manowcach - przyczynek do poznania dziejów Niemiec (1950),
- tłumaczenie J. Steinbeck Grona gniewu (1956),
- tłumaczenie D. Lapunow Walka o szybkość (1957).